# Scott Ross
Scott Ross (1 de marzo de 1951 - 13 de junio de 1989) fue un clavecinista estadounidense, que vivió en Francia mucho tiempo, donde estudió y desarrolló su carrera. Fue famoso por interpretar al clave las 555 sonatas de Domenico Scarlatti.

## Biografía
Scott Ross nació en Pittsburgh, Pensilvania, donde vivió la mayor parte de su infancia. Padecía de escoliosis, por lo que durante su infancia debió portar durante varios años un corsé especial como tratamiento para este padecimiento. Cuando contaba 5 años falleció su padre.
Desde los 6 años recibió lecciones de piano y órgano en su ciudad natal. Posteriormente se mudó con su madre a Niza, Francia, donde pudo completar sus estudios de música. Su madre se suicidó cuando Ross tenía 19 años, por lo que decidió mudarse a París. En esta ciudad se matriculó en el Conservatorio Nacional Superior, que le envió a un concurso en Brujas, donde obtuvo el primer puesto en 1971.
Al terminar su carrera, dio lecciones de música en Quebec. Poco después, grabó unas sonatas de Jean-Philippe Rameau. Instalado otra vez en Francia, en 1984 firmó con la discográfica Erato para grabar composiciones de Johann Sebastian Bach, George Frideric Handel, Girolamo Frescobaldi y Jean-Henri d'Anglebert, entre otros. 
Murió en 1989, a los 38 años de edad, víctima de una enfermedad producida por el VIH.